# Стрьомсгодсе ИФ
Стрьомсгодсе Идретсфоренинг (на норвежки: Strømsgodset Idrettsforening) е норвежки футболен клуб, базиран в град Драмен. Играе мачовете си на стадион Мариенлюст Стадион.

## Срещи с български отбори
Стрьомсгодсе се е срещал с български отбори в приятелски срещи.

### ЦСКА
С ЦСКА се е срещал в приятелска среща. Мачът се играе на 15 февруари 2015 г. в турския курорт Анталия и завършва 2 – 1 за Стрьомсгодсе.

## Успехи
- Типелиген:
  -  Шампион (2): 1970, 2013
  -  Второ място (1): 2012
  -  Трето място (3): 1969, 1972, 1997
- Купа на Норвегия:
  -  Носител (5): 1969, 1970, 1973, 1991, 2010
  -  Финалист (3): 1993, 1997, 2018
- Втора дивизия: (2 ниво)
  -  Шампион (2): 1966,[3] 2006

## Европейски турнири
Участвал в турнирите за купата на УЕФА през сезони 1970 – 71, 1971 – 72, 1973 – 74, 1974 – 75, 1992 – 93 и 1998 – 99 г.